# Panamerikameisterschaften im Boxen 2022
Die 13. Panamerikameisterschaften im Boxen 2022 wurden vom 24. März bis zum 1. April in Guayaquil, Ecuador, und damit seit 2010 erstmals wieder in diesem Land ausgetragen. Es nahmen 75 Boxerinnen in 11 Gewichtsklassen und 122 Boxer in 13 Gewichtsklassen teil.

## Ergebnisse Männer

### Minimumgewicht (46–48 kg)
| Platz | Land | Sportler        |
| ----- | ---- | --------------- |
| 1     | CUB  | Billy Rodríguez |
| 2     | GUA  | Hansell López   |
| 3     | COL  | Fernando Franco |
| 3     | ECU  | Jeremy Zúñiga   |

### Fliegengewicht (48–51 kg)
| Platz | Land | Sportler       |
| ----- | ---- | -------------- |
| 1     | USA  | Roscoe Hill    |
| 2     | CUB  | Erislan Romero |
| 3     | ARG  | Ramón Quiroga  |
| 3     | DOM  | Mario Lavegar  |

### Bantamgewicht (51–54 kg)
| Platz | Land | Sportler       |
| ----- | ---- | -------------- |
| 1     | DOM  | Rodrigo Marte  |
| 2     | CUB  | Damián Arce    |
| 3     | BAR  | Jabali Breedy  |
| 3     | ECU  | Roberto Cuesta |

### Federgewicht (54–57 kg)
| Platz | Land | Sportler                 |
| ----- | ---- | ------------------------ |
| 1     | BRA  | Luiz Gabriel de Oliveira |
| 2     | USA  | Jahmal Harvey            |
| 3     | ECU  | Segundo Padilla          |
| 3     | CAN  | Keoma-Ali Al-Ahmadieh    |

### Leichtgewicht (57–60 kg)
| Platz | Land | Sportler         |
| ----- | ---- | ---------------- |
| 1     | DOM  | Alexy de la Cruz |
| 2     | CUB  | Rafael Joubert   |
| 3     | COL  | John Orobio      |
| 3     | ARG  | Agustín Vergara  |

### Halbweltergewicht (60–63,5 kg)
| Platz | Land | Sportler           |
| ----- | ---- | ------------------ |
| 1     | COL  | José Viáfara       |
| 2     | ECU  | Jhancarlo Anchico  |
| 3     | CAN  | Wyatt Sanford      |
| 3     | DOM  | Elvis del Castillo |

### Weltergewicht (63,5–67 kg)
| Platz | Land | Sportler              |
| ----- | ---- | --------------------- |
| 1     | BRA  | Wanderson de Oliveira |
| 2     | MEX  | Miguel Martínez       |
| 3     | COL  | Yeferson Belalcazar   |
| 3     | ECU  | Piero Prieto          |

### Halbmittelgewicht (67–71 kg)
| Platz | Land | Sportler           |
| ----- | ---- | ------------------ |
| 1     | MEX  | Marco Verde        |
| 2     | ECU  | José Rodríguez     |
| 3     | USA  | Omari Jones        |
| 3     | BRA  | Jhonatan Conceição |

### Mittelgewicht (71–75 kg)
| Platz | Land | Sportler          |
| ----- | ---- | ----------------- |
| 1     | USA  | Obed Bartee-El    |
| 2     | MEX  | Hector Aguirre    |
| 3     | TTO  | Aaron Prince      |
| 3     | GUY  | Desmond Amsterdam |

### Halbschwergewicht (75–80 kg)
| Platz | Land | Sportler         |
| ----- | ---- | ---------------- |
| 1     | USA  | Rahim Gonzales   |
| 2     | BRA  | Isaias Filho     |
| 3     | DOM  | Cristian Pinales |
| 3     | CAN  | Keven Beauséjour |

### Cruisergewicht (80–86 kg)
| Platz | Land | Sportler     |
| ----- | ---- | ------------ |
| 1     | BRA  | Keno Machado |
| 2     | USA  | Arjan Iseni  |
| 3     | ECU  | Carlos Mina  |
| 3     | CUB  | Henrich Ruiz |

### Schwergewicht (86–92 kg)
| Platz | Land | Sportler         |
| ----- | ---- | ---------------- |
| 1     | USA  | Jamar Talley     |
| 2     | MEX  | Carlos Rodriguez |
| 3     | BRA  | Ramon Batagello  |
| 3     | COL  | Marlon Hurtado   |

### Superschwergewicht (+92 kg)
| Platz | Land | Sportler       |
| ----- | ---- | -------------- |
| 1     | BRA  | Abner Teixeira |
| 2     | CHI  | Miguel Correa  |
| 3     | USA  | Joshua Edwards |
| 3     | CAN  | Jérôme Feujio  |

## Ergebnisse Frauen

### Minimumgewicht (45–48 kg)
| Platz | Land | Sportlerin       |
| ----- | ---- | ---------------- |
| 1     | ARG  | Aldana López     |
| 2     | GUA  | Aylin James      |
| 3     | CAN  | Priyanka Dhillon |
| 3     | COL  | Adiela Dora      |

### Halbfliegengewicht (48–50 kg)
| Platz | Land | Sportlerin       |
| ----- | ---- | ---------------- |
| 1     | USA  | Jennifer Lozano  |
| 2     | ARG  | Tatiana Flores   |
| 3     | ECU  | Genesis Gomez    |
| 3     | MEX  | Danitza Martínez |

### Fliegengewicht (50–52 kg)
| Platz | Land | Sportlerin      |
| ----- | ---- | --------------- |
| 1     | COL  | Íngrit Valencia |
| 2     | MEX  | Fátima Herrera  |
| 3     | USA  | Kayla Gomez     |
| 3     | PUR  | Melody Vargas   |

### Bantamgewicht (52–54 kg)
| Platz | Land | Sportlerin       |
| ----- | ---- | ---------------- |
| 1     | CAN  | Scarlett Delgado |
| 2     | ARG  | Milagros Herrera |
| 3     | ECU  | Helen Sánchez    |
| 3     | MEX  | Gloria Fernandez |

### Federgewicht (54–57 kg)
| Platz | Land | Sportlerin       |
| ----- | ---- | ---------------- |
| 1     | PUR  | Ashleyann Lozada |
| 2     | GUA  | Leilany Reyes    |
| 3     | USA  | Amelia Moore     |
| 3     | PAR  | Minerva Montiel  |

### Leichtgewicht (57–60 kg)
| Platz | Land | Sportlerin       |
| ----- | ---- | ---------------- |
| 1     | BRA  | Beatriz Ferreira |
| 2     | USA  | Rashida Ellis    |
| 3     | PUR  | Kiria Tapia      |
| 3     | COL  | Camila Camilo    |

### Halbweltergewicht (60–63 kg)
| Platz | Land | Sportlerin       |
| ----- | ---- | ---------------- |
| 1     | USA  | Jajaira Gonzalez |
| 2     | BRA  | Rebeca Santos    |
| 3     | COL  | Angie Valdés     |
| 3     | ECU  | Samanta Valencia |

### Weltergewicht (63–66 kg)
| Platz | Land | Sportlerin        |
| ----- | ---- | ----------------- |
| 1     | BRA  | Beatriz Soares    |
| 2     | ARG  | Lucía Pérez       |
| 3     | CAN  | Charlie Cavanagh  |
| 3     | PUR  | Stephanie Piñeiro |

### Halbmittelgewicht (66–70 kg)
| Platz | Land | Sportlerin         |
| ----- | ---- | ------------------ |
| 1     | BRA  | Bárbara dos Santos |
| 2     | MEX  | Brianda Cruz       |
| 3     | DOM  | María Moronta      |
| 3     | PUR  | Naireshlie Ortiz   |

### Mittelgewicht (70–75 kg)
| Platz | Land | Sportlerin        |
| ----- | ---- | ----------------- |
| 1     | CAN  | Tammara Thibeault |
| 2     | PAN  | Atheyna Bylon     |
| 3     | BAR  | Kimberly Gittens  |
| 3     | BRA  | Viviane Pereira   |

### Schwergewicht (+75 kg)
| Platz | Land | Sportlerin      |
| ----- | ---- | --------------- |
| 1     | COL  | Diana Romero    |
| 2     | BAR  | Kemara Stuart   |
| 3     | ECU  | Naydelin Huacon |
| 3     | x    | x               |